# میائو تیان
میائو تیان (انگلیسی: Miao Tian؛ زادهٔ ۱۸ ژانویهٔ ۱۹۹۳) قایقران روئینگ زن اهل چین است.